# (31558) 1999 EE6
1999 EE6 (asteroide 31558) é um asteroide da cintura principal. Possui uma excentricidade de 0.09738460 e uma inclinação de 6.33593º.
Este asteroide foi descoberto no dia 12 de março de 1999 por Spacewatch em Kitt Peak.